# Bridgeview
Bridgeview – wieś w Stanach Zjednoczonych, w stanie Illinois, w okręgu Cook.